# Gemmologi
Gemmologi (la. gemma ædelsten) er læren om ædelsten. Gemmological Association of Great Britain blev stiftet 1908 og begyndte kurser med diplomeksamen i 1913. Norges Gemmologiske Selskap blev stiftet 1950 og uddanner diplomgemmologer ved to-årige kurser, med eksamen i samarbejde med det britiske selskab. 
I Danmark er titlen gemmolog ikke beskyttet. Guldsmedefagets Fællesråd har siden 2004 arrangeret kurser i gemmologi.
I Danmark kan man læse til Eksamineret Gemmolog & Diamantgraderer hos Scandinavian School of Gemology på SSOG.dk som et deltids online studie. 